# Juan Espínola
Juan Gualberto Espínola González (Asunción, 12 luglio 1953) è un ex calciatore paraguaiano, di ruolo difensore.

## Carriera

### Club
Giocò sempre in Paraguay con il Libertad.

### Nazionale
Con la nazionale paraguaiana vinse la Copa América 1979.

## Palmarès

### Club

#### Competizioni nazionali
- Campionato paraguaiano: 1

Libertad: 1976